# Parasemia confluens
Parasemia confluens är en fjärilsart som beskrevs av Karl Schawerda 1906. Parasemia confluens ingår i släktet Parasemia och familjen björnspinnare. Inga underarter finns listade i Catalogue of Life.